# Heinrich Christoph von Baudissin
Heinrich Christoph Graf von Baudissin (* 9. Juli 1709 in Schleswig; † 4. Juni 1786 auf Gut Rixdorf) war kurfürstlich-sächsischer General der Infanterie, Gouverneur von Dresden und der Festung Königstein, sowie Besitzer der Güter Rantzau, Knoop, Lammershagen und Rixdorf in Schleswig-Holstein. Er war Ritter des polnischen weißen Adlerordens.

## Leben
Seine Eltern waren Wolf Heinrich von Baudissin aus der Familie Baudissin und dessen Frau Dorothee von Buchwald (1683–1709). Er war mit Gräfin Susanna Magdalena Elisabeth von Zinzendorff-Pottendorf (1723–1785) vermählt, der Nichte von Nikolaus Ludwig von Zinzendorf, Schwester von Ludwig von Zinzendorf und Halbschwester von Karl von Zinzendorf und Friedrich August von Zinzendorf. Das Paar hatte folgende Kinder:
- Heinrich Friedrich (1753–1818), dänischer General ⚭ Caroline von Schimmelmann (1759–1826), Begründer der Linien Knoop und Borstel
- Karl Ludwig (1756–1814), dänischer Generalleutnant und Gouverneur von Kopenhagen, Begründer der Linie Rantzau ⚭ Sophie Louise von Dernath, (von der Nath), (1764–1828)
- Christiana Friederica Henrietta Amalia
- Friederica Maria Elisabeth

1723 trat er als Kadett in den Militärdienst.